# Cristina Fallarás

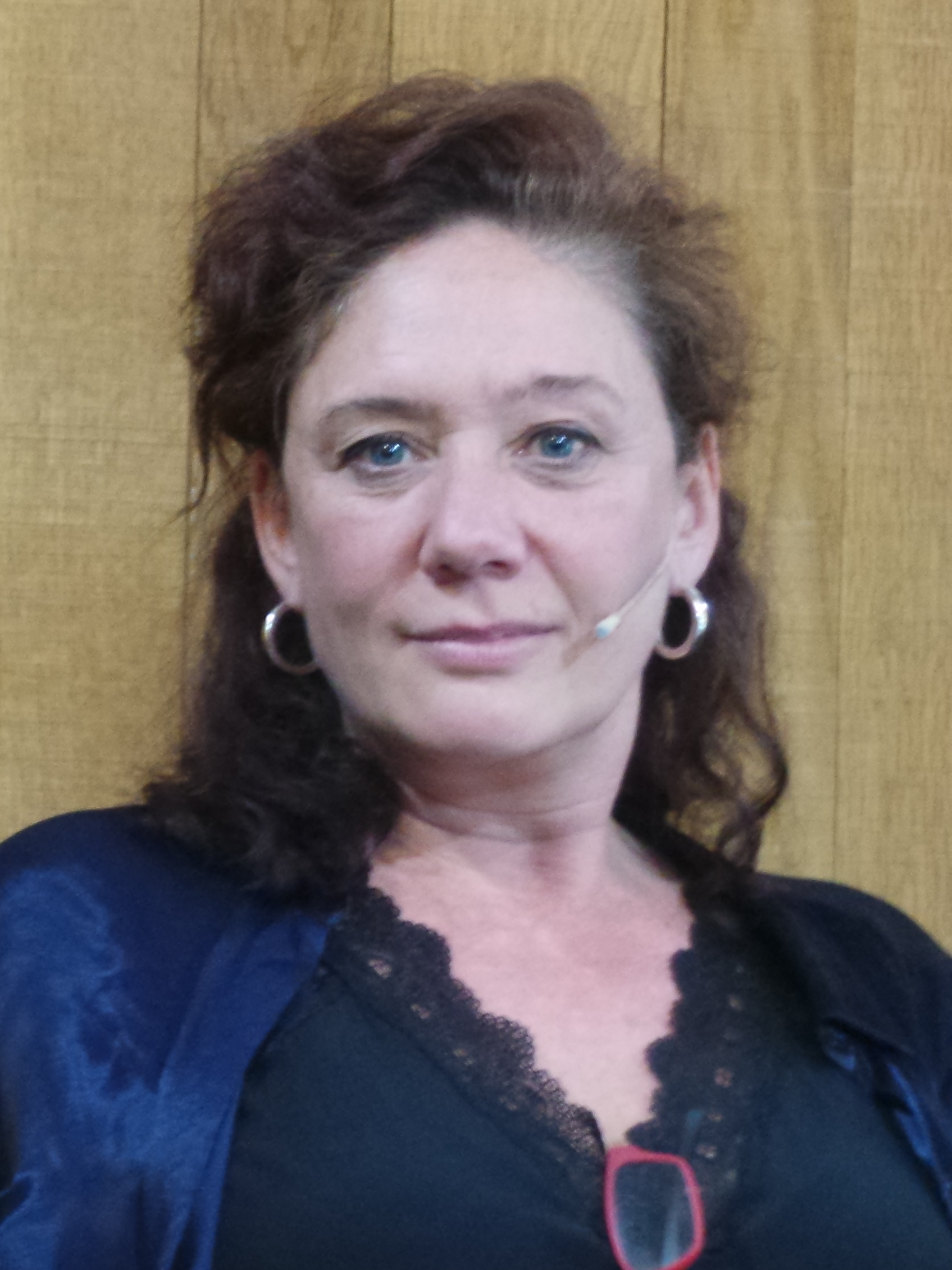
Cristina Fallarás

Cristina Fallarás (Zaragoza, 1968) is een Spaanse auteur en journalist. Ze behaalde nationale bekendheid nadat ze in haar boek 'A la puta calle' heeft geopenbaard uit haar huis te zijn gezet in 2012.
Ze studeerde Informatiewetenschappen aan de Universitat Autònoma de Barcelona en heeft gewerkt als journalist voor Cadena Ser, El Mundo, El Periòdico de Catalunya, RNE en als adjunct-hoofdredacteur bij ADN. 
In 2012 heeft haar boek Las niñas perdidas op het Spaanse literaire festival Semana Negra de Gijon de Spaanse Hammett Award gewonnen, een prijs die sinds 1988 jaarlijks wordt uitgereikt voor de beste Spaanstalige crime fiction roman.